# Jack Parow
Jack Parow, artiestennaam van Zander Tyler, is een Zuid-Afrikaanse rapper uit Bellville, Kaapstad, West-Kaap. Zijn nummers zijn meestal Afrikaanstalig. Behalve in Zuid-Afrika zelf geniet hij ook bekendheid in Nederland en België. Parow is gemakkelijk te herkennen aan zijn kenmerkende lange pet, die tijdens zijn optredens en in zijn videoclips prominent naar voren komt.

## Carrière

### Doorbraak in Zuid-Afrika
Jack Parow brak in 2009 door in Zuid-Afrika met zijn bijdrage aan het nummer Die Vraagstuk van Die Heuwels Fantasties. In dat jaar stond hij ook op het muziekfestival Oppikoppi in Northam in de provincie Noordwest. Verder werkte hij in dat jaar ook samen met Die Antwoord en Fokofpolisiekar aan de singles Wat Pomp en Doos Dronk.
Parows solosingle Cooler as ekke (2009) werd in Zuid-Afrika een groot succes. Hierna nam hij samen met Francois van Coke (van Fokofpolisiekar en Van Coke Kartel) het nummer Dans dans dans (2010) op, dat begeleid werd door een veelbesproken videoclip. In de Zuid-Afrikaanse media werd gesproken over een “buitengewoon hoog bedrag” van R280.000 (± €28.000) voor de vervaardiging van deze muziekvideo.

### Internationale doorbraak
In 2010 werd Parow (na een tip van rapper Willem de Bruin) benaderd door de directie van Top Notch, het grootste Nederlandstalige hiphoplabel. Parow tekende er in juni van dat jaar een contract. Een maand later stond zijn single Cooler as ekke vier weken in de Nederlandse Single Top 100, waar het de 83ste plek bereikte. Op 13 augustus 2010 verscheen zijn gelijknamige album Jack Parow in Nederland, België en Zuid-Afrika. Hierop stonden ook alle nummers van zijn eerder uitgebrachte EP. Zijn album bereikte de 46ste plek in de Nederlandse Album Top 100.
Op zijn eigen platenlabel Parowphernalia verscheen in 2011 het album Eksie Ou, drie jaar later gevolgd door het dubbelalbum Nag Van Die Lang Pette. Parow werkte door de jaren heen regelmatig samen met Nederlandse en Belgische artiesten, onder wie The Opposites, De Kraaien, Slongs Dievanongs, Ertebrekers en Lenny & De Wespen. Dit betroffen voornamelijk tweetalige nummers (Afrikaans en Nederlands). Zijn vierde album Afrika 4 beginners verscheen in 2017.

### Optredens in Nederland en België
Parow trad vanaf 2010 regelmatig op in Nederland en België. Zo maakte hij in de zomer van 2010 zijn opwachting op de festivalpodia van Lowlands en Pukkelpop. Voorafgaand aan zijn Lowlands-optreden was hij te zien in het NOS Journaal op 3, terwijl hij vanuit Zuid-Afrika aankwam op Luchthaven Schiphol. In november van dat jaar stond Jack Parow ook in De Wereld Draait Door in het programma-onderdeel "De Minuut", waarin een (aanstormende) muzikant werd voorgesteld en een minuut van een van zijn of haar nummers mocht spelen. Parow speelde er het nummer Cooler as ekke.
Eind 2010 beëindigde Parow zijn tournee van dat jaar met een concert in de Ancienne Belgique in Brussel. In mei 2011 trad hij voor de derde keer op in België, ditmaal op het festival Bosstock in Ganshoren. In juni 2013 was Parow een van de Afrikaanstalige artiesten tijdens het Festival voor het Afrikaans in de Amsterdamse Melkweg, samen met onder andere Van Coke Kartel en Bittereinder. Tijdens dit festival begon hun Afrikaans verower harte-toer door Nederland en België. Voor mei 2014 stond een nieuwe korte tour gepland en in september 2014 kwam hij nogmaals terug.
In juli 2015 trad Jack Parow op tijdens de Zwarte Cross in Lichtenvoorde en in april 2016 (samen met onder meer Francois van Coke en Karen Zoid) tijdens het Afrikaanse Kultuurfees Amsterdam.
In 2022 schreef hij samen met Joost Klein, Bart Wijtman en Teun de Kruif het nummer Fryslân bop dat werd geproduceerd door Tantu Beats. Het nummer staat op het album Fryslân van Joost Klein.

## Discografie
| Jaar | Titel                  | Soort         | Label          |
| ---- | ---------------------- | ------------- | -------------- |
| 2009 | Cooler As Ekke         | ep            | Supra Familias |
| 2010 | Jack Parow             | studioalbum   | Top Notch      |
| 2011 | Eksie Ou               | studioalbum   | Parowphernalia |
| 2014 | Nag Van Die Lang Pette | dubbelalbum   | Parowphernalia |
| 2016 | From Parow with Love   | ep            | Parowphernalia |
| 2016 | Dis Hoe Ons Rol        | verzamelalbum | Parowphernalia |
| 2017 | Afrika 4 beginners     | studioalbum   | Parowphernalia |

### Hitnoteringen

#### Albums
| Album      | Verschijnen      | Label     | Hitlijsten | Hitlijsten | Hitlijsten | Hitlijsten | Opmerkingen |
| Album      | Verschijnen      | Label     | BE (VL)    | BE (VL)    | NL         | NL         | Opmerkingen |
| Album      | Verschijnen      | Label     | Piek       | Weken      | Piek       | Weken      | Opmerkingen |
| ---------- | ---------------- | --------- | ---------- | ---------- | ---------- | ---------- | ----------- |
| Jack Parow | 20 augustus 2010 | Top Notch | —          | —          | 46         | 2          | Studioalbum |

#### Nummers
| Lied                                        | Verschijnen       | Album                  | Hitlijsten | Hitlijsten | Hitlijsten   | Hitlijsten   |
| Lied                                        | Verschijnen       | Album                  | BE (VL)    | BE (VL)    | NL (Top 100) | NL (Top 100) |
| Lied                                        | Verschijnen       | Album                  | Piek       | Weken      | Piek         | Weken        |
| ------------------------------------------- | ----------------- | ---------------------- | ---------- | ---------- | ------------ | ------------ |
| Cooler as ekke                              | 26 juli 2010      | Jack Parow             | tip4       | —          | 83           | 4            |
| Party too much (met Ertebrekers)            | 13 mei 2016       | Otel (van Ertebrekers) | tip10      | —          | —            | —            |
| De zon (met Slongs)                         | 1 juni 2018       | #Goegaan (van Slongs)  | 50         | 1          | —            | —            |
| Zomer van ons leven (met Lenny & De Wespen) | 29 juni 2020      | —                      | tip        | —          | —            | —            |
| Fryslân bop (met Joost)                     | 30 september 2022 | Fryslân (van Joost)    | —          | —          | 60           | 3            |